# La Princesse du Nil (film, 1960)
Pour les articles homonymes, voir La Princesse du Nil.
Pour plus de détails, voir Fiche technique et Distribution.
La Princesse du Nil (titre original : La donna dei Faraoni) est un péplum italien réalisé par Victor Tourjanski, sorti en 1960.

## Synopsis
Ramsès, pharaon de la haute Égypte est en froid avec son cousin Sabakou, pharaon de la basse Égypte. Amosis l’astrologue les accompagne en croisière de réconciliation sur le Nil. Ce dernier sauve des crocodiles Aakis, dont les charmes enflamment le trio qui la joue aux dés. Ramsès gagne, mais la jeune fille a disparu. Elle est  cachée dans la cale par Farka, serviteur de Ramsès et ami d'Amosis. Elle est ensuite confiée par Amosis à la prêtresse du temple de Bubastis, mais est dénoncée par Mareth la maîtresse jalouse de Sabakou…

## Fiche technique
- Titre original : La donna dei Faraoni
- Titre français : La Princesse du Nil
- Titre belge : La Femme du Pharaon
- Réalisation : Victor Tourjanski et Giorgio Rivalta [1]
- Assistant réalisateur : Giuliano Betti et Sergio Bergonzelli
- Scénario : Ugo Liberatore et Remigio del Grosso
- Adaptation française : J.E.Saintenoy
- Musique : Giovanni Fusco
- Images : Pier Ludovico Pavoni
- Montage : Antonietta Zita
- Chrographie :Andriano Vitale
- Décors : Arrigo Equini
- Costumes : Giancarlo Bertolini Selimbeni
- trucages: Joseph Natanson
- Production : Giorgio Venturini
- Société de production : Vic film Rome et Faro film Rome
- Distribution : Universal
- Pays d'origine :  Italie
- Genre : Péplum
- Durée : 82 minutes
- Dates de sortie : 
  -  Italie : 10 septembre 1960
  -  France : 1er novembre 1961

## Distribution
- Linda Cristal (VF : Nelly Benedetti) : Akis
- Pierre Brice (VF : Jacques Thébault) : Amosis
- Armando Francioli (VF : Claude Bertrand) : Ramsès
- Lilly Lembo (VF : Marcelle Lajeunesse) : Mareth  la favorite
- John Drew Barrymore  (VF : René Arrieu) : Sabakou
- Ugo Sasso (VF : Jean Berton) : Anofret l'assyrien
- Guido Celano (VF : Albert Montigny) : Farka le serviteur
- Nerio Bernardi (VF : Pierre Morin) : Un notable de Bubastis
- Andreina Rossi (VF : Sylvie Deniau) : La grande prêtresse
- Nando Angelini : Un notable de Bubastis
- Nadia Brivio : Une danseuse du temple
- Enzo Fiermonte (VF : Pierre Leproux) : L'assyrien
- Fedele Gentile (VF : Lucien Bryonne) : Un notable de Bubastis
- Nino Marchetti : Un notable de Bubastis
- Anna Placido: Une danseuse du temple
- Wilma Sempetery : Une danseuse du temple
- Anita Todesco : Une danseuse du temple
- Luciano Francioli